# Ophion (Gigant)
Ophion (altgriechisch Ὀφίων Ophíōn), auch Ophioneus (Ὀφιονεύς Ophioneús), ist ein Gigant der griechischen Mythologie.
In einem Scholion zu Homers Ilias nahm Ophion an dem Kampf der Giganten gegen den Gott Zeus in Tartessos teil. Zeus besiegte Ophion, indem er ihn mit einem Berg erschlug, der nach ihm Ophionion genannt wurde. Mit dem Berg könnte die vor der iberischen Küste gelegene Insel Formentera gemeint sein, die der antike Schriftsteller Strabon in seinem Werk über die Geographie des Mittelmeerraumes Ophiussa nennt.
Gelegentlich wird der Gigant Ophion als identisch mit dem ersten Weltherrscher Ophion behandelt. Unklar ist auch, ob er mit einem dritten Ophion identisch ist, dem Vater des Kentauren Amykos, der bei Ovid den Beinamen Ophionides trägt.